# انتخابات البرلمان الأوروبي 2004
أُجريت انتخابات البرلمان الأوروبي لعام 2004 في الفترة ما بين 10 و 13 يونيو 2004 في 25 دولة عضو في الاتحاد الأوروبي عشر من هذه الدول تشارك في الانتخابات الأوروبية لأول مرة، باستخدام أيام انتخابات متفاوتة وفقًا للعادات المحلية. يتم التصويت لصالح الأحزاب الوطنية وليس لصالح الأحزاب الأوروبية ولكن الأحزاب الوطنية المنتخبة تتجمع في الأحزاب الأوروبية بعد الانتخابات.
تم عد الأصوات مع إغلاق صناديق الاقتراع، ولكن لم يتم الإعلان عن النتائج حتى 13 و 14 يونيو، لذا فإن النتائج من بلد ما لن تؤثر على الناخبين في بلد آخر حيث لا تزال صناديق الاقتراع مفتوحة؛ ومع ذلك، أعلنت هولندا، التي صوتت يوم الخميس 10، نتائج مؤقتة شبه كاملة بمجرد فرزها مساء يوم الانتخابات، وهي خطوة انتقدتها المفوضية الأوروبية بشدة.
كان 342 مليون شخص مؤهلين للتصويت لاختيار 732 عضو تمثل كامل أعضاء البرلمان الأوروبي، وهي ثاني أكبر عدد للناخبين في انتخابات ديمقراطية في العالم بعد الهند. وهي أكبر انتخابات مباشرة عابرة للحدود في التاريخ.
أظهرت النتائج هزيمة عامة للأحزاب الحاكمة وزيادة في ممثلي أحزاب الشكوكية الأوروبية. بالنسبة للنتائج فلم تحقق أي كتلة أغلبية كما ظل ميزان القوى في البرلمان على حاله على الرغم من الدول الأعضاء العشر الجدد وذلك من خلال حفاظ كتلة حزب الشعب الأوروبي على مركزها الأول والتحالف التقدمي للاشتراكيين والديمقراطيين على المركز الثاني.

## النتائج النهائية
| انتخابات البرلمان الأوروبي 2004 | انتخابات البرلمان الأوروبي 2004 | انتخابات البرلمان الأوروبي 2004       | انتخابات البرلمان الأوروبي 2004  | انتخابات البرلمان الأوروبي 2004 | انتخابات البرلمان الأوروبي 2004 | انتخابات البرلمان الأوروبي 2004 |
| مجموعة                          | مجموعة                          | وصف                                   | برئاسة                           | أعضاء البرلمان الأوروبي         | أعضاء البرلمان الأوروبي         | أعضاء البرلمان الأوروبي         |
| ------------------------------- | ------------------------------- | ------------------------------------- | -------------------------------- | ------------------------------- | ------------------------------- | ------------------------------- |
|                                 | EPP-ED                          | المحافظون والديمقراطيون المسيحيون     | هانز جيرت بوترينج                | 268                             |                                 |                                 |
|                                 | PES                             | الديمقراطيون الاجتماعية               | مارتن شولز                       | 200                             |                                 |                                 |
|                                 | ALDE ‏                           | الليبراليون والديمقراطيون الليبراليون | جراهام واتسون                    | 88                              |                                 |                                 |
|                                 | G – EFA                         | الخضر والجهويون                       | دانيال كوهن بنديت مونيكا فراسوني | 42                              |                                 |                                 |
|                                 | EUL-NGL                         | الاشتراكيون الديمقراطيون والشيوعيون   | فرانسيس فورتز ‏                   | 41                              |                                 |                                 |
|                                 | ID ‏                             | المتشككون في أوروبا                   | ينس بيتر بوند نايجل فراج         | 37                              |                                 |                                 |
|                                 | UEN ‏                            | المحافظون الوطنيون                    | براين كرولي كريستيان موسكارديني ‏ | 27                              |                                 |                                 |
|                                 | NI                              | المستقلون واليمين المتطرف             | لا أحد                           | 29                              | المجموع: 732                    | المصادر:                        |